# 1er régiment d'infanterie de la Garde de Sa Majesté
Le 1er régiment d'infanterie de Sa Majesté est une formation de la l'armée impériale russe créé le 27 mars 1856 et dissous le 8 mai 1918 à Tsarkoïe Selo, (commissariat des affaires militaires de la commune de Petrograd no 72) en 1919, il fut incorporé au 1er régiment d'infanterie de fusiliers de la Garde, en août 1920, il rejoignit le 4e bataillon du régiment d'infanterie de la Garde.

## Histoire du régiment
Le 27 mars 1856, le 1er régiment d'infanterie de Sa Majesté fut formé à partir d'éléments de régiments d'infanterie de la 1re division d'infanterie de la Garde, il prit le nom de 1er bataillon de l'infanterie de la Garde, les droits et privilèges de la vieille garde lui furent accordés. Le 6 janvier 1858, il fut rebaptisé régiment d'infanterie de la Garde de Sa Majesté.
Le 12 septembre 1870, le bataillon fut incorporé dans la nouvelle brigade d'infanterie des Gardes placée sous le commandement du Grand-Duc Vladimir Alexandrovitch de Russie. En 1871, il reçut le nom de 1er bataillon d'infanterie de la Garde de Sa Majesté Impériale.
Le 26 mai 1910, ce bataillon fut incorporé dans le 1er régiment d'infanterie de la Garde de Sa Majesté. Le 9 mai 1914, un bataillon de réserve fut créé. En 1917, cette unité militaire fut connue sous le nom de 1er régiment d'infanterie de fusiliers de la Garde.
Le 8 mai 1918, Le 1er régiment d'infanterie de fusiliers de la Garde fut dissous (Commissariat des Affaires militaires de la commune de Petrograd no 72, le 8 mai 1918).
Au cours de l'été de l'année 1919, les anciens fantassins du régiment formèrent une compagnie d'infanterie dans le 2e régiment de fusiliers du général Mikhaïl Gordeevitch Drozdovski (1881-1919), au cours de la Guerre civile russe, cette unité de volontaires de l'Armée blanche fut déployée au sud de la Russie. Le 12 octobre 1919, cette compagnie de volontaires fut incorporée au 1er bataillon du régiment de fusiliers de la Garde, puis en août 1920, elle fut versée au 4e bataillon de l'armée des volontaires, (rebaptisée Armée russe le 28 avril 1920) et placée sous le commandement du général Piotr Nikolaïevitch Wrangel.

## Chronologie

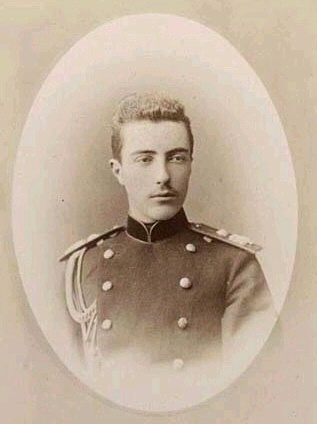
Le Grand-Duc Vladimir Alexandrovitch de Russie

De juin à novembre 1863, lors de l'insurrection polonaise, le bataillon d'infanterie de la Garde prit part aux combats dans la district de Vilnius.
De 1877 à 1878, le 1er bataillon d'infanterie de la Sa Majesté fut engagé dans le conflit opposant la Russie impériale à l'Empire ottoman. Entre le 24 novembre et le 10 octobre 1877, lors de la bataille de Gorni barrage de Dubnik, placé sous le commandement du général Iossif Vladimirovitch Gourko, le 1er bataillon prit part aux combats pour la capture d'une position fortifiée tenue par Hefzi Ahmed Pacha. Au cours de cet assaut le capitaine Dmitri Arseniev fut tué. Son nom gravé sur une plaque de marbre noir fut apposée à l'École militaire Alexandrovskoïe. Du 22 novembre au 23 novembre 1877, les fantassins de ce bataillon prirent part à la prise des positions fortifiées de Pravets située dans la région de Sofia (Bulgarie). Du 29 novembre 1877 au 3 décembre 1878, cette unité militaire fut engagée dans la prise du Tachkessen. Le 2 janvier 1878, il participa aux combats près de la rivière Iskar. Le 4 janvier 1878, il prit part à l'occupation de la ville de Sofia. Le 15 janvier 1878, il fut engagé dans la bataille des villages de Kadykoï et Aïranli (situés près de la ville de Filippolov).
Au cours de la Première Guerre mondiale, le 1er régiment d'infanterie de la Garde de Sa Majesté fut engagé dans de nombreuses opérations militaires.
Le 8 mai 1918, le 1er régiment d'infanterie de la Garde de Sa Majesté fut dissous à Tsarskoïe Selo (Commissariat militaire de Petrograd, no 72, le 8 mai 1918).

### Dans les armées blanches
À l'été 1919, les volontaires de cet ancien régiment impérial furent versés dans un bataillon d'infanterie du 2e régiment de fusiliers du général Mikhaïl Gordeïevitch Drozdovski. Le 12 octobre 1919, ces fusiliers furent rattachés au 1er bataillon de Volontaires du régiment des fusiliers de la Garde. Ils prirent part aux combats contre les Bolcheviks dans le sud de la Russie. En 1920, ils furent incorporés au 4e bataillon des Gardes volontaires de l'infanterie de l'Armée Russe du général Piotr Nikolaïevitch Wrangel.

## Description de la bannière du1errégiment d'infanterie de la Garde de Sa Majesté
Le 16 août 1856 la bannière de Saint-Georges fut remise au 1er bataillon d'infanterie de la Garde. Celle-ci représentait une croix rouge et blanche, les quatre angles furent de couleur or. En son centre, entouré de lauriers dorés, un aigle bicéphale noir surmonté de la couronne impériale. Sur les quatre coins de la bannière furent inscrits ces mots : En souvenirs des actes héroïques de la Garde russe.

## Les commandants du bataillon puis du1errégiment d'infanterie de la Garde de Sa Majesté

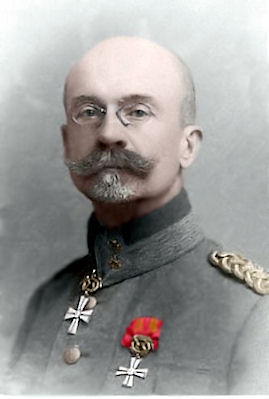
Major-général Ernst Lavrentievitch Löfström (1865-1937)

- 27 mars 1856-9 juin 1857 : adjudant Alexandre Sergueïevitch Stroganov ;
- 30 août 1857-17 avril 1860 : Général Alexeï Ivanovitch Chakhovskoï (1821-1900) ;
- 23 avril 1861-24 mai 1863 : Major-général Alexandre Alexeïevitch Rehbinder ;
- 23 mai 1863-23 mai 1863 : Colonel Pavel Andreïevitch Chouvalov ;
- 27 novembre 1864-14 décembre 1868 : Colonel Alexandre Bogdanovitch Gelfreikh ;
- 14 décembre 1868-17 avril 1874 : Colonel baron Karl-Vladimir Genrikhovitch Arpshofen ;
- 17 avril 1874-17 octobre 1877 : Colonel Mikhaïl Alexandrovitch Ebeling (ru) (1837-1877) ;
- 27 octobre 1877-12 février 1890 : Major-général Georgi Pobertovitch Vasmund (1838-1904) ;
- 12 février 1890-17 février 1891 : Major-général Ivan Sergueïevitch Maltsov ;
- 7 février 1891-22 novembre 1893 : Colonel Vladimir Gavrilovitch Glazov ;
- 22 novembre 1893-11 janvier 1895 : Major-général Andreï Ivanovitch Tchekmarev ;
- 28 novembre 1895-7 février 1901 : Major-général Alexandre Nikolaïevitch Ogariov ;
- 6 octobre 1901-19 novembre 1905 : Major-général prince Nikolaï Andreïevitch Troubetskoï ;
- 19 novembre 1905-4 décembre 1907 : Major-général Anatoli Nikolaïevitch Rozenshild von Paulin (1860-1929) ;
- 4 décembre 1907-27 septembre 1914 : Major-général Pavel Timofeevitch Nikolaev ;
- 29 septembre 1914-7 février 1917 : Major-général Ernst Lavrentievitch Löfström (1835-1937) ;
- 2 juillet 1917-27 octobre 1917 : Colonel Sergueï Nikolaïevitch Creighton ;
- 29 octobre 1917-20 décembre 1917 : Colonel Georgi Konstantinovitch Bernikovski ;
- 23 décembre 1917-1er mars 1918 : Colonel Kanouchine[1].

## Chefs du bataillon puis du1errégiment d'infanterie de la Garde de Sa Majesté

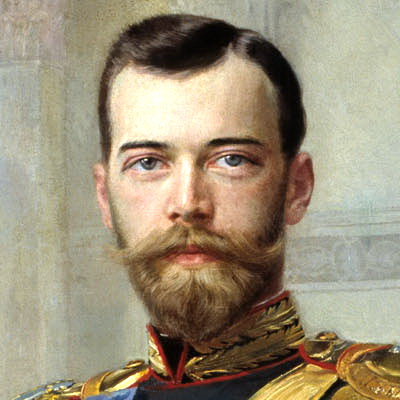
Nicolas II de Russie selon une œuvre du peintre Ernest lipgart (1847-1932)

- 27 mars 1856-1er mars 1881 : Alexandre II de Russie ;
- 2 mars 1881-1er octobre 1894 : Alexandre III de Russie ;
- 2 novembre 1894-4 mars 1917 : Nicolas II de Russie.

## Personnalités célèbres ayant servi au bataillon puis1errégiment d'infanterie de la Garde de Sa Majesté
- Dmitri Stepanovitch Goumiliov (frère du poète russe Nikolaï Stepanovitch Goumiliov (1886-1921) ;
- Vladimir Vladimirovitch Notbek (1865-1921) : Général d'infanterie. En octobre 1894 il fut incorporé au 1er régiment d'infanterie de la Garde de Sa Majesté ;
- Vladimir Nikolaïevitch Filipov (1838-1903) : Lieutenant-général d'infanterie. Il prit part à la Guerre russo-turque de 1877-1878, le 8 octobre 1857, il servit au 1er régiment d'infanterie de la Garde de Sa Majesté.

## Sources
- (ru) Cet article est partiellement ou en totalité issu de l’article de Wikipédia en russe intitulé « 1-й стрелковый Его Величества лейб-гвардии полк » (voir la liste des auteurs).